# MBC Gayo Daejejeon

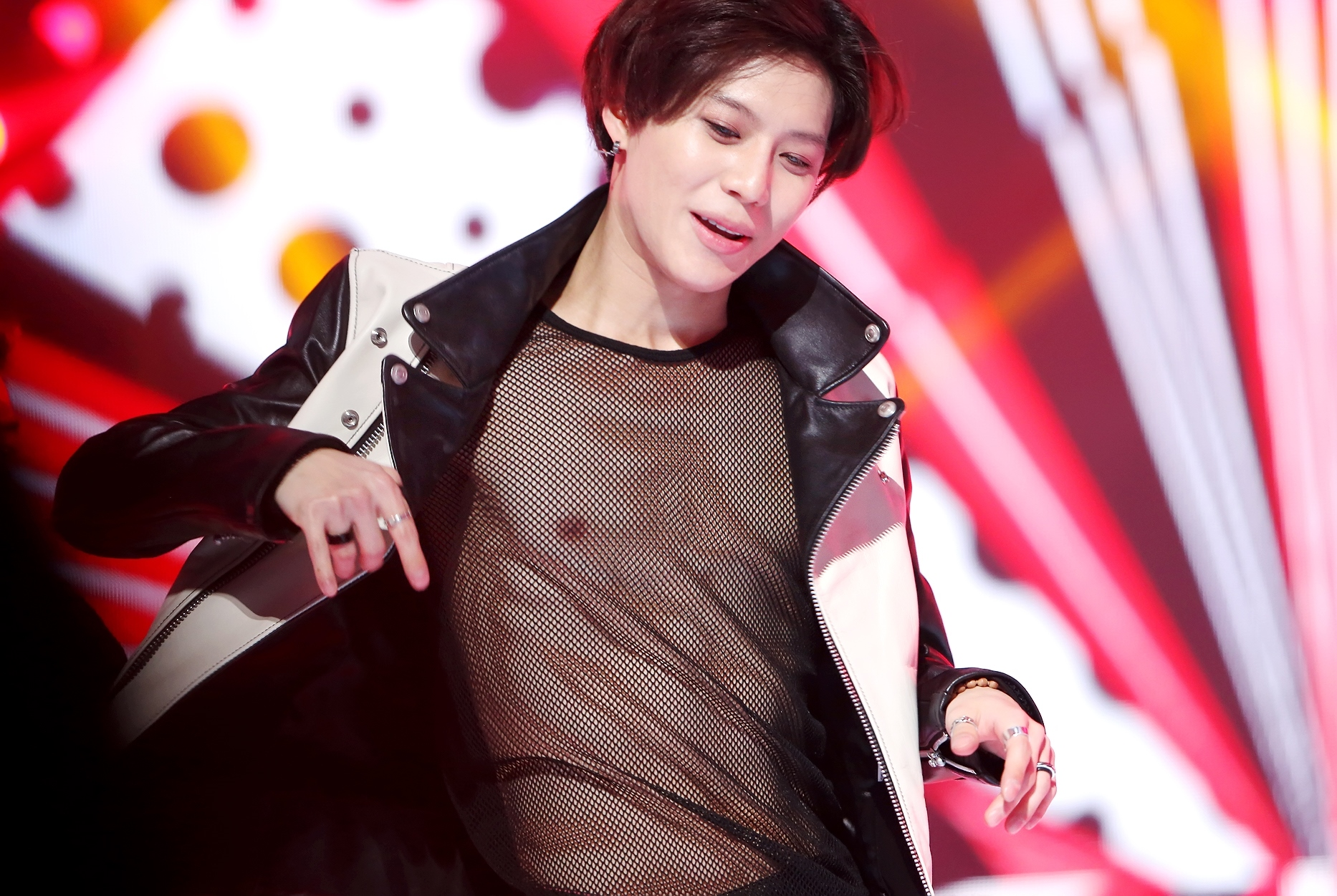
Taemin en el MBC Gayo Daejejeon el 31 de diciembre de 2014.

MBC Gayo Daejejeon (en hangul, MBC 가요대제전) es un programa musical anual surcoreano que es transmitido por la cadena Munhwa Broadcasting Corporation (MBC). El evento se realizó por primera vez en 1966 como una competencia de canto, pero MBC dejó de otorgar premios en 2005.

## 2017
El festival MBC Gayo Daejejeon 2017 se llevó a cabo el 31 de diciembre, y fue presentado por Suho de EXO , YoonA de Girls' Generation & Cha Eun-woo de Astro.

### Intérpretes
| - EXO - BTS - Red Velvet - Twice - Wanna One - Winner - VIXX - EXID - BTOB - B.A.P - Mamamoo - SECHSKIES - Lovelyz - MONSTA X - GFriend | - PRISTIN - Cosmic Girls - Seventeen - Astro - NCT 127 - Teen Top - GOT7 - Zion.T - Sunmi - HyunA - Hwang Chi Yeul - No Brain - Bolbbalgan4 - Urban Zakapa - Seenroot |

## 2018
El festival MBC Gayo Daejejeon 2018 se llevó a cabo el 31 de diciembre, y fue presentado por Noh Hong-chul, YoonA de Girls' Generation, Minho de Shinee & Cha Eun-woo de Astro.

### Intérpretes
| - Apink - BTOB - BTS - EXO - GOT7 - IKON - MONSTA X - NCT Dream - Now United - Stray Kids - The Boyz - Twice - Wanna One - Winner - Golden Child - Gugudan - Norazo - TVXQ - Lovelyz - Red Velvet | - MAMAMOO - Momoland - Vibe - Baek Ji Young - Ben - Bolbbalgan4 - Bizzy - VIXX - Sunmi - Sunwoo Jung-a - Seventeen - (G)I-dle - GFriend - Oh My Girl - Cosmic Girls - Yoon Mi-rae - Tiger JK - Hong Jin-young - Hwanhee |

## 2019
El festival MBC Gayo Daejejeon 2019 se llevó a cabo el 31 de diciembre, y fue presentado por Jang Sung-kyu, YoonA de Girls' Generation & Cha Eun-woo de Astro.

### Tema
El tema es «La Química» qué ídolos K-Pop colaboran juntos para conseguir la química perfecta.
| No | Artista                                                                            | Canción | Nota                                                                                     |
| -- | ---------------------------------------------------------------------------------- | --- | ---------------------------------------------------------------------------------------- |
| 1  | NCT Dream X Stray Kids                                                             | We Are The Future ( H.O.T ) COM`BACK ( Sechskies ) Mirotic ( TVXQ ) Fantastic Baby ( Big Bang ) Love Shot ( EXO ) Boy With Luv ( BTS ) con Jang Sung Kyu | Historia del K-POP                                                                       |
| 2  | Oh My Girl X Astro                                                                 | The Red Shoes ( IU ) |                                                                                          |
| 3  | (G)-idle X ITZY                                                                    | ICY Uh Oh DIVA ( Beyoncé ) & presentación de baile |                                                                                          |
| 4  | Kei ( Lovelyz ) Yeonjung ( WJSN ) & Kim Jaehwan                                    | How Can I Love the Heartbreak You're the One I Love ( AKMU )                                                                                             |                                                                                          |
| 5  | Norazo X Hong Jin Young                                                            | Shower , Cider & Love Tonight |                                                                                          |
| 6  | Lee Seokhoon X Kyuhyun                                                             | Breath ( Lee Hi ) | Especial King Of Masked Singer Dedicado a Kim Jonghyun , Choi Jinri ( Sulli ) & Goo Hara |
| 7  | Jang Woohyuk X ChungHa                                                             | Gotta Go & presentación de baile |                                                                                          |
| 8  | HyunA X Dawn                                                                       | Presentación de baile |                                                                                          |
| 9  | Celebfive X AOA                                                                    | Presentación de baile ( Sample de I'm Jelly Baby ( AOA Cream ) , Bad Guy ( Billie Eillish ) & Do You Wanna Celeb Five )                                  |                                                                                          |
| 10 | Nuest ( Baekho & Minhyun ) X Got-7 ( JB & Yongjae ) X Monsta X ( Shownu & Kihyun ) | Just A Feeling ( S.E.S ) |                                                                                          |
| 11 | Sung Si Kyung X Red Velvet                                                         | Its You | Wendy no participó debido a una lesión                                                   |
| 12 | MAMAMOO X SEVENTEEN                                                                | Egoistic Very Nice & You Are The Best + CLAP |                                                                                          |
| 13 | Taemin X TWICE ( Jihyo & Momo )                                                    | Goodbye |                                                                                          |
| 14 | Guckastein X Song Gain                                                             | The Sun |                                                                                          |

### Intérpretes
| - AOA - GOT7 - ITZY - Monsta X - NCT Dream - NCT 127 - Stray Kids - Twice - Guckkasten - Kyuhyun (Super Junior) - Kim Jae-hwan - Norazo - NU'EST - Lovelyz - Red Velvet | - Mamamoo - Sung Si-kyung - Seventeen - Celeb Five - Song Ga-in - Astro - (G)I-dle - Oh My Girl - Cosmic Girls - Lee Seok-hoon (SG Wannabe) - Jang Woo-hyuk (H.O.T.) - Chungha - Taemin (SHINee) - Hyuna - Dawn - Hong Jin-young |